# Sound of...
Sound of... är en årlig omröstning bland musikkritiker och branschfolk utförd av BBC för att utse den mest lovande nya artisten eller musikgruppen. Omröstningen genomfördes först på BBC News hemsida och är nu stort uppmärksammad av hela koncernen. I december varje år släpps en 10 namn lång lista och i januari presenteras vinnaren och en rankad lista.

## Vinnare

### 2003–2009
| År            | Vinnare            | Tvåa                     | Trea                   | Fyra              | Femma         | Sexa            | Sjua                          | Åtta              | Nia         | Tia               |
| ------------- | ------------------ | ------------------------ | ---------------------- | ----------------- | ------------- | --------------- | ----------------------------- | ----------------- | ----------- | ----------------- |
| Sound of 2003 | 50 Cent            | Electric Six             | Yeah Yeah Yeahs        | The Thrills       | Dizzee Rascal | Interpol        | Audio Bullys                  | Mario             | The Datsuns | Sean Paul         |
| Sound of 2004 | Keane              | Franz Ferdinand          | Wiley                  | Razorlight        | Joss Stone    | McFly           | Scissor Sisters               | The Ordinary Boys | Tali        | Gemma Fox         |
| Sound of 2005 | The Bravery        | Bloc Party               | Kano                   | The Game          | Kaiser Chiefs | KT Tunstall     | The Dead 60s                  | The Dears         | Tom Vek     | The Magic Numbers |
| Sound of 2006 | Corinne Bailey Rae | Clap Your Hands Say Yeah | The Feeling            | Plan B            | Guillemots    | Sway DaSafo     | Chris Brown                   | Marcos Hernandez  | Kubb        | The Automatic     |
| Sound of 2007 | Mika               | The Twang                | Klaxons                | Sadie Ama         | Enter Shikari | Air Traffic     | Cold War Kids                 | Just Jack         | Ghosts      | The Rumble Strips |
| Sound of 2008 | Adele              | Duffy                    | The Ting Tings         | Glasvegas         | Foals         | Vampire Weekend | Joe Lean & the Jing Jang Jong | Black Kids        | MGMT        | Santigold         |
| Sound of 2009 | Little Boots       | White Lies               | Florence + the Machine | Empire of the Sun | La Roux       | Lady Gaga       | V V Brown                     | Kid Cudi          | Passion Pit | Dan Black         |

### 2010–2019
| År            | Vinnare          | Tvåa                    | Trea          | Fyra        | Femma            | Övriga nominerade |
| ------------- | ---------------- | ----------------------- | ------------- | ----------- | ---------------- | --- |
| Sound of 2010 | Ellie Goulding   | Marina and the Diamonds | Delphic       | Hurts       | The Drums        | Daisy Dares You, Devlin, Everything Everything, Giggs, Gold Panda, Joy Orbison, Owl City, Rox, Stornoway, Two Door Cinema Club      |
| Sound of 2011 | Jessie J         | James Blake             | The Vaccines  | Jamie Woon  | Clare Maguire    | Anna Calvi, Daley, Esben and the Witch, Jai Paul, Mona, Nero, The Naked and Famous, Warpaint, Wretch 32, Yuck                       |
| Sound of 2012 | Michael Kiwanuka | Frank Ocean             | Azealia Banks | Skrillex    | Niki & The Dove  | ASAP Rocky, Dot Rotten, Dry The River, Flux Pavilion, Friends, Jamie N Commons, Lianne La Havas, Ren Harvieu, Spector, Stooshe      |
| Sound of 2013 | Haim             | AlunaGeorge             | Angel Haze    | Laura Mvula | Chvrches         | A*M*E, Arlissa, King Krule, Kodaline, Little Green Cars, Palma Violets, Peace, Savages, The Weeknd, Tom Odell                       |
| Sound of 2014 | Sam Smith        | Ella Eyre               | Banks         | Sampha      | George Ezra      | Chance the Rapper, Chlöe Howl, FKA twigs, Jungle, Kelela, Luke Sital-Singh, MNEK, Nick Mulvey, Royal Blood, Say Lou Lou             |
| Sound of 2015 | Years & Years    | James Bay               | Stormzy       | Raury       | George the Poet  | Kwabs, Låpsley, Novelist, Rae Morris, Shamir, Shura, Slaves, Soak, Sunset Sons, Wolf Alice                                          |
| 2016          | Jack Garratt     | Alessia Cara            | NAO           | Blossoms    | Mura Masa, WSTRN | Billie Marten, Dua Lipa, Frances, Izzy Bizu, J Hus, Loyle Carner, Mabel, Rat Boy, Section Boyz                                      |
| 2017          | Ray BLK          | Rag'n'Bone Man          | RAYE          | Jorja Smith | Nadia Rose       | AJ Tracey, Anderson .Paak, Cabbage, Dave, Declan McKenna, Maggie Rogers, Stefflon Don, The Amazons, The Japanese House, Tom Grennan |
| 2018          | Sigrid           | Rex Orange County       | IAMDDB        | Khalid      | Pale Waves       | ALMA, Billie Eilish, Jade Bird, Lewis Capaldi, Nilüfer Yanya, Not3s, Sam Fender, Superorganism, Tom Walker, Yaeji, Yxng Bane        |
| 2019          | Octavian         | King Princess           | Grace Carter  | Slowthai    | Rosalía          | Dermot Kennedy, Ella Mai, FLOHIO, Mahalia, Sea Girls                                                                                |

### 2020–
| År   | Vinnare               | Tvåa              | Trea             | Fyra          | Femma           | Övriga nominerade                                                   |
| ---- | --------------------- | ----------------- | ---------------- | ------------- | --------------- | ------------------------------------------------------------------- |
| 2020 | Celeste               | Easy Life         | YUNGBLUD         | Joy Crookes   | Inhaler         | Arlo Parks, beabadoobee, Georgia, Joesef, Squid                     |
| 2021 | Pa Salieu             | Holly Humberstone | BERWYN           | Greentea Peng | Griff           | Alfie Templeman, Bree Runway, Dutchavelli, girl in red, The Lathums |
| 2022 | PinkPantheress        | Wet Leg           | Mimi Webb        | Lola Young    | Central Cee     | Baby Queen, ENNY, Priya Ragu, Tems, Yard Act                        |
| 2023 | FLO                   | Fred again..      | Nia Archives     | Cat Burns     | Gabriels        | Asake, Biig Piig, DYLAN, piri & tommy, Rachel Chinouriri            |
| 2024 | The Last Dinner Party | Olivia Dean       | Peggy Gou        | Tyla          | Elmiene         | Ayra Starr, Caity Baser, CMAT, Kenya Grace, Sekou                   |
| 2025 | Chappell Roan         | Ezra Collective   | Barry Can't Swim | Myles Smith   | English Teacher | Confidence Man, Doechii, Good Neighbours, KNEECAP, Mk.gee, Pozer    |